# Diversity (Tanzgruppe)
Diversity ist eine 2007 gegründete britische Streetdancegruppe aus London.
Bekanntheit erlangte sie durch den Gewinn der britischen Castingshow Britain’s Got Talent 2009 gegen die als Favoritin gehandelte Susan Boyle.
In der ursprünglichen Besetzung waren neben den beiden Brüderpaaren Ashley und Jordan Banjo sowie Mitchell und Sam Craske noch die drei Brüder Ian, Jamie und Matthew McNaughton, welche die Gruppe inzwischen verlassen haben.